# Séverni (Kubanski)
|  | Per a altres significats, vegeu «Séverni». |

Séverni - Северный (rus) és un possiólok del krai de Krasnodar, a Rússia. Es troba a les planes de Kuban-Priazov, prop de la vora dreta del riu Ieia. És a 12 km al nord-oest de Novopokróvskaia i a 165 km al nord-est de Krasnodar.
Pertany al possiólok de Kubanski.